# Henry Arthur Jones
Henry Arthur Jones (Winslow, 20 settembre 1851 – Hampstead, 7 gennaio 1929) è stato un drammaturgo inglese.

## Biografia
Figlio di Silvanus Jones, un contadino, nacque nel Buckinghamshire, a Granborough, un villaggio nei pressi della città di Winslow. Fino a tredici anni, frequentò la Grace's Classical and Commercial Academy di Winslow. Nel 1914, alla morte del padre, ereditò le sue proprietà, cominciando fin da subito a guadagnarsi da vivere, dedicando il suo tempo libero alla letteratura.
Autodidatta in ambito teatrale, Henry Jones oltre 60 drammi. Giunse alla notorietà con The silver king (1882). Nell'arco di trenta anni produsse una serie di successi, in particolare The Middleman (1889), Judah (1890), The triumph of the Philistines (1895), The liars (1897), The hypocrites (1906) e The lie (1914). Ottimo osservatore, il suo teatro analizza situazioni dell'ambiente borghese e delle sue convenzioni sociali  Insieme ad Arthur Wing Pinero, Henry Jones ha il merito di aver riportato il realismo sulle scene inglesi. 

## Opere (selezione)
Drammi
- The silver king (1882)
- Breaking a Butterfly (1884)
- Saints and Sinners (1884)
- The Middleman (1889)
- Judah (1890)
- The Crusaders (1891)
- The Bauble Shop (1892?)
- The Tempter (1893)
- The Masqueraders (1894)
- The Case of Rebellious Susan (1894)
- The Dancing Girl (1891)
- The Triumph of the Philistines (1895)
- Michael and His Lost Angel (1896)
- The Rogue's Comedy (1896)
- The Physician (1897)
- The Liars (1897),
- Carnac Sahib (1899)
- The Manoeuvres of Jane (1899)
- The Lackeys' Carnival (1900)
- Mrs Dane's Defence (1900)
- The Princess's Nose (1902)
- Chance the Idol (1902),
- Whitewashing Julia (1903)
- Joseph Entangled (1904)
- The Chevalier (1904),
- The hypocrites (1906)
- Mary Goes First (1913)
- The lie (1914)

Scritti sul teatro
- The Renascence of the English Drama (1895)
- The Theatre of Ideas (1915)

## Filmografia
- Hoodman Blind, regia di James Gordon - lavoro teatrale (1913)
- The Dancing Girl, regia di Allan Dwan - lavoro teatrale (1915)
- The Middleman, regia di George Loane Tucker - lavoro teatrale (1915)
- The Masqueraders, regia di James Kirkwood - lavoro teatrale (1915)
- Lydia Gilmore, regia di Hugh Ford e Edwin S. Porter - lavoro teatrale (1915)
- The Evangelist, regia di Barry O'Neil - lavoro teatrale (1916)
- The Hypocrites, regia di George Loane Tucker -  lavoro teatrale (1916)
- A Man of Sorrow, regia di Oscar C. Apfel - lavoro teatrale (1916)
- Saints and Sinners, regia di James Kirkwood - lavoro teatrale (1916)
- Mrs. Dane's Defense, regia di Hugh Ford - lavoro teatrale (1918)
- The Lie, regia di J. Searle Dawley - lavoro teatrale (1918)
- The Silver King, regia di George Irving - lavoro teatrale (1919)
- A Society Exile, regia di George Fitzmaurice - lavoro teatrale (1919)
- The Cheater, regia di Henry Otto - lavoro teatrale (1920)
- Whispering Devils, regia di John M. Voshell[2][3] - romanzo (1920)
- Beyond, regia di William Desmond Taylor - lavoro teatrale (1921)
- The Call of Youth, regia di Hugh Ford - lavoro teatrale (1921)
- The Hypocrites, regia di Charles Giblyn - lavoro teatrale (1923)
- Paraocchi (Hoodman Blind), regia di John Ford - lavoro teatrale (1923)
- Die Spielerin, regia di Graham Cutts - lavoro teatrale (1927)
- Il grande veleno (The Physician), regia di Georg Jacoby - lavoro teatrale (1928)
- The Silver King, regia di T. Hayes Hunter - lavoro teatrale (1929)
- Mrs. Dane's Defence, regia di A.V. Bramble - lavoro teatrale (1933)